# 加古川市南農業協同組合
加古川市南農業協同組合（かこがわしみなみのうぎょうきょうどうくみあい、通称JA加古川南）は、兵庫県加古川市に本店を置く農業協同組合。

## 概要
- 設立：1989年（平成元年）10月2日
- 本所所在地：兵庫県加古川市野口町野口55-1
- 組合員数：13,583名（2020年9月30日現在、准組合員含む）

## 業務区域
- 兵庫県加古川市

## 本支店一覧
- 本所・野口支所・資産管理部・営農経済センター・ファーマーズ野口・助けあい事務局（同一敷地内）
- 北野支所
- 平岡支所・ファーマーズ平岡（同一敷地内）
- 土山支所
- 尾上支所・ファーマーズ尾上・くみあい保育園（同一敷地内）
- 別府支所

## 略歴
- 野口町・平岡町・尾上・別府町農協の4農協の合併により発足。旧野口町農協を加古川市南農協本所及び本店とした。